# Pierre Gaveaux

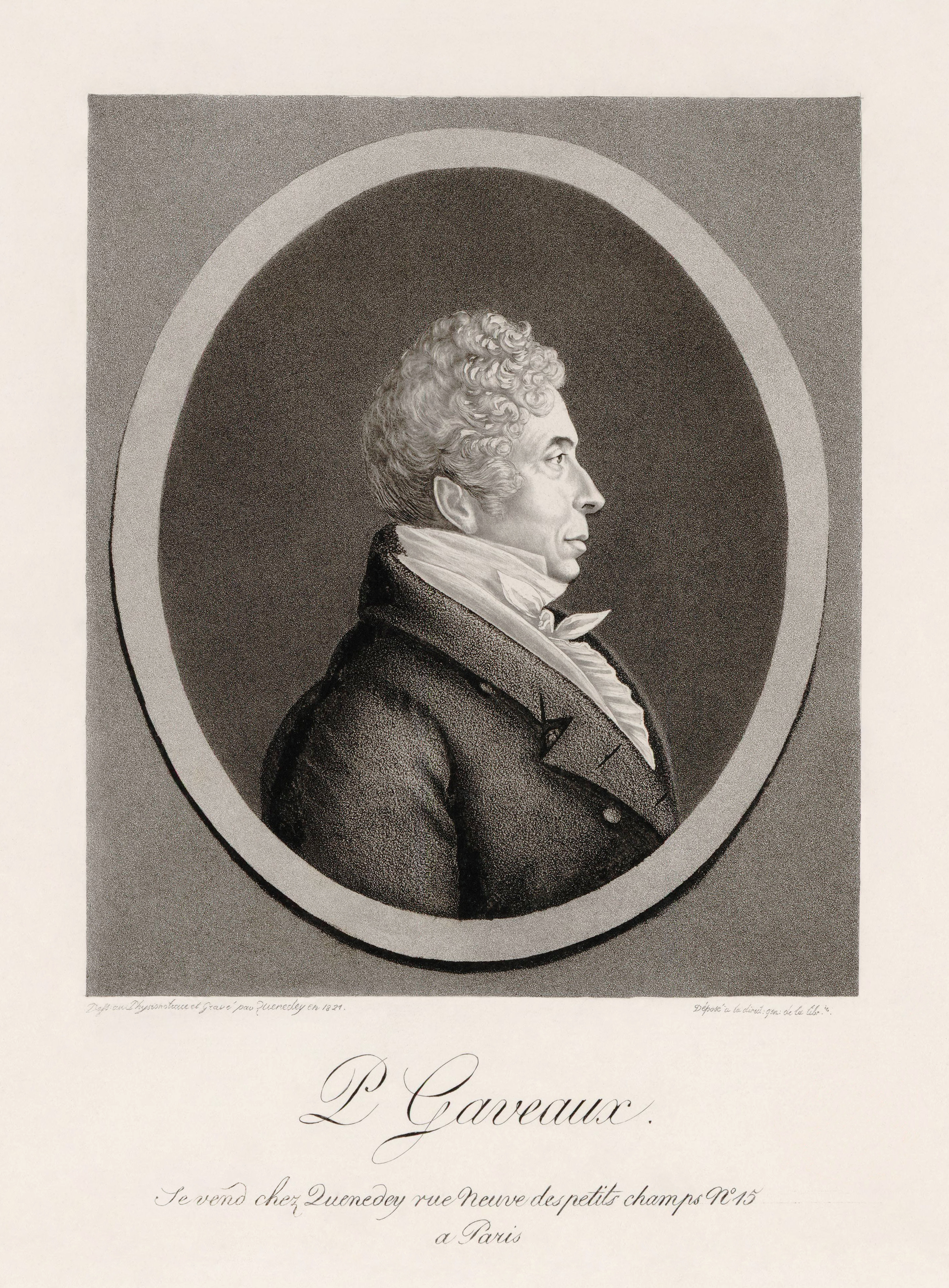
Pierre Gaveaux

Pierre Gaveaux, auch Gavaux oder Gavau geschrieben, (* 9. Oktober 1760 in Béziers; † 5. Februar 1825 in Vanves bei Paris) war ein französischer Sänger und Komponist von Opern.

## Leben
Die Angaben zum Geburtsdatum von Gaveaux sind unterschiedlich, zumeist wird August 1761 genannt, auf seinem Grabstein ist jedoch der 9. Oktober 1760 eingraviert. Er wurde im Alter von sieben Jahren Sänger im Knabenchor der Kathedrale seiner Vaterstadt und fand im dortigen Bischof einen Förderer seiner musikalischen Anlagen. Hier wurde er auch durch Angehörige des Kapitels erzogen und erhielt eine höhere wissenschaftliche Ausbildung. Nach dem Tod des Bischofs nahm er eine Stelle als Tenorsänger im Kirchenchor von St.-Severin in Bordeaux an und erlernte bei dem Chordirektor Franz Ignaz Beck die Komposition. 1788 wurde Gaveaux als erster Tenor am Theater angestellt, trat auch in Montpellier auf und wurde 1789 später nach Paris berufen. Hier trat er zunächst im Théâtre de Monsieur auf. Nachdem am 6. Januar 1791 der „Salle Feydeau“ eröffnet worden war, sang er dort und wirkte bis 1812 als Komponist, Sänger und Darsteller an der Komischen Oper im Théâtre Favart. Er war dort in Aufführungen von Werken Giovanni Paisiellos, Luigi Cherubinis und François Deviennes zu sehen.
Obwohl er weder Gesang noch Komposition wirklich studiert hatte, begann er selbst Opern zu komponieren. Die erste Oper, die 1792 im Théâtre Feydeau uraufgeführt wurde, hatte den Titel Le Paria, ou la Chaumiere indienne. Seine Oper Der kleine Matrose (französisch Le petit matelot), die 1794 ihre Uraufführung hatte, wurde an vielen Theatern in Europa aufgeführt, so unter anderem noch 1846 in Frankfurt am Main. Den Gesangspart des Tenors schrieb er in all seinen Opern für seine eigene Stimme. 1798 komponierte er die Musik zu Léonore, ou L’amour conjugal, die dasselbe Thema wie Beethovens Fidelio behandelt, die zunächst ebenfalls den Titel Leonore hatte. Das Libretto dazu schrieb Jean Nicolas Bouilly. Dessen Text hat Georg Friedrich Treitschke wörtlich übersetzt und für Fidelio verwendet. Beethoven kannte offensichtlich auch die Musik zu dem Werk und hat einzelne seiner Einfälle frei weiterverwertet. 1804 wurde er von Napoleon zum Sänger in der Kaiserlichen Kapelle ernannt. 1812 wurde er von einer  vorübergehenden Gehirnkrankheit befallen und musste seine Bühnenkarriere beenden. 1819 erlitt er einen schweren Rückfall und musste in ein Irrenhaus bei Paris gebracht werden, wo er 1825 starb.

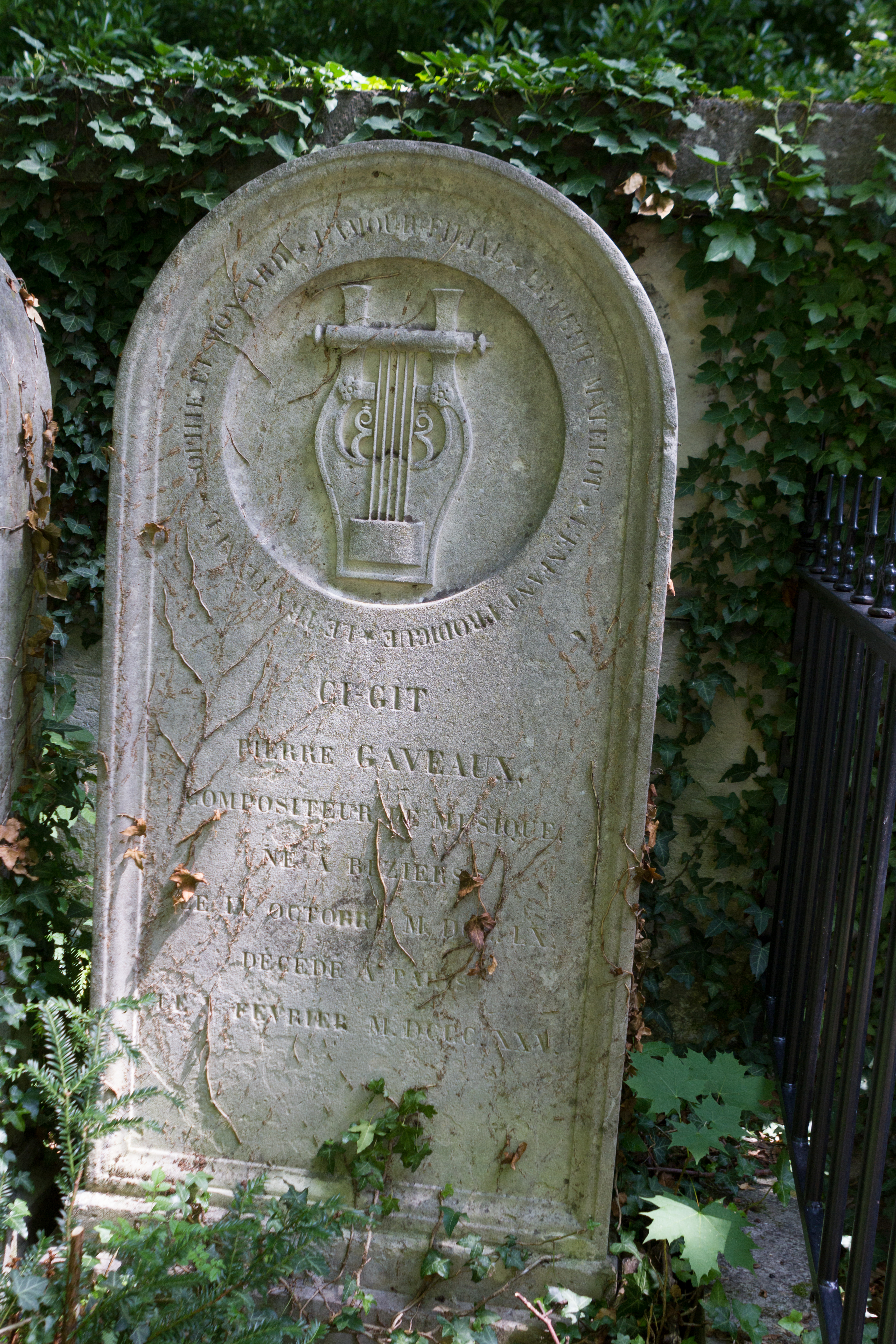
Grabstelle auf dem Cimetière du Père-Lachaise

Er wurde auf dem Friedhof Père-Lachaise beigesetzt.

## Familie
Gaveaux heiratete Émilie (geborene Gavaudan, 1775–1837), die als Chorsängerin am Theätre Feydeau arbeitete. Sie war eine Schwester des Opernsängers Jean-Baptiste-Sauveur Gavaudan (8. August 1772 – 10. Mai 1840) und hatte zwei weitere Schwestern, die ebenfalls als Sängerinnen ausgebildet wurden. Die Opernsängerin Jeanne Gavaudan (geborene Alexandrine Marie Agathe Ducamel, 15. September 1781 – 24. Juni 1850) war seine Schwägerin. Der Sänger Étienne Lainez (1753–1822) war mit der ältesten Schwester seiner Ehefrau Anne-Marie-Jeanne Gavaudan († 15. Juni 1810) verheiratet. Die zweite Schwester Adélaïde Gavaudan (1767–1805), die aufgrund ihrer Rolle in der Oper Tarare Spinette genannt wurde, verließ mit dem Beginn der Revolution Frankreich und ging sie nach Deutschland, wo sie in Hamburg starb.

## Gaveaux Frères
Gemeinsam mit seinen Brüdern Simon und Guillaume Gaveaux gründete er im Jahr 1793 ein Musikalienverlagsgeschäft in Paris. Dort verlegten sie bis 1812 auch seine eigenen Opern. Sie firmierten unter dem Namen „Gaveaux Frères“, manchmal auch als „Frères Gaveaux (Éditeurs de musique)“ bezeichnet. Dabei nannte er sich in seinen eigenen Kompositionen betreffend seiner Tätigkeit 1797 « Auteur et Acteur du theatre Feydeaux » oder 1811 « Compositeur et Societaire auteur de la musique ». Zu den Veröffentlichungen des Verlages zählten beispielsweise: Die Firma „Frères Gaveaux Editeur Marchand de Musique et d’Instruments“ verkaufte zudem Musikinstrumente und war in der Passage [du Théâtre] Feydeau Nr. 12–13 untergebracht (die Passage wurde 1824 abgerissen).
- 1797 – Charles-Henri Plantade: Palma ou le voyage en Grèce (Oper in 2 Akten).
- 1798–1804 – Guillaume-Denis-Thomas Levrier de Champ-Rion: Le Diable couleur de rose ou le bon-homme misere (Komische Oper, 1 Akt).
- 1800 – Louis-Sébastien Lebrun: Marcelin (Oper 1 Akt).
- 1804 – Pierre Villiers, Armand Gouffé: Le Bouffe et le tailleur (Komische Oper, 1 Akt).
- 1804 – Antoine Le Blanc de Guillet: Un Quart-d’heure de silence (Oper, 1 Akt, Musik Pierre Gaveaux).[13]
- 1805 – Louis-Emmanuel Jadin: Le Grand père ou les deux âges (Komische Oper, 1 Akt).

Simon Gaveaux war sein älterer Bruder (geboren um 1759) er arbeitete am Théâtre Feydeau als Repetitor und Souffleur. Er soll
eine Flageolett-Schule herausgegeben haben. Guillaume Gaveauxe war 1798 erster Klarinettist im Orchester des Théatre Lyrique.

## Werke (Auswahl)
Gaveaux hinterließ 35 dramatische Werke (Opern, Operetten, Ballette), darunter:
- Uraufführung am 7. März 1792: L’Amour filial[16]
- 1798: Léonore, ou L’amour conjugal
- 1804: Ouvertüre zu Le Bouffe et le tailleur
- 1808: L’Échelle de soie

Er veröffentlichte eine Sammlung italienischer Kanzonetten und französischer Romanzen.